# Pirata haploapophysis
Pirata haploapophysis är en spindelart som beskrevs av Jian-yuan Chai 1987. Pirata haploapophysis ingår i släktet Pirata och familjen vargspindlar. Inga underarter finns listade i Catalogue of Life.